# Джеймс Тайтлер
Джеймс Тайтлер (англ. James Tytler; 17 грудня 1745 — 11 січня 1804) — шотландський аеронавт, лікар і аптекар. Редактор другого видання Британської енциклопедії. Став першою людиною у Британії, яка здійснила політ на повітряній кулі.

## Життєпис
Дитинство і юність
Джеймс Тайтлер народився  17 грудня 1745 року в містечку Ферн в графстві Форфаршир на сході Шотландії. Батько Джеймса, Джордж Тайтлер (1705-1785), був пресвітеріанським священиком  в шотландській єпархії Бречин. Мама Джеймса, Джанет Робертсон, виховувала  чотирьох дітей, найвідомішими стали сам Джеймс і його молодший брат Генрі Вільям Тайтлер – лікар і перекладач. 
В дитинстві, батько навчав Джеймса грецької і латинської мови в місцевій парафіяльній школі. Згодом, Джеймс ненадовго став проповідником в одній з шотландських церков. В 1763 році він вступив в Единбурзький університет і вивчав медицину. Можливо, він так і не отримав наукового ступеня,  хоча  в 11-му виданні «Британської енциклопедії» він був названий магістром медицини.
Після навчання, Джеймс протягом року працював асистентом хірурга на китобійному судні «Royal Bounty», яке здійснило плавання до Гренландії і в 1765 році повернулось в Шотландію.
Сім’я та перший бізнес
27 жовтня 1765 року Джеймс Тайтлер одружився з Елізабет Реттрей, осиротілою дочкою адвоката. Згодом, він відкрив аптеку в містечку Літ, неподалік Единбурга проте дуже швидко заліз в борги й був змушений тікати з Шотландії від кредиторів. Разом з сім’єю Тайтлер переїхав до Ньюкасла де жив декілька років.
В 1772 році Джеймс повернувся до Единбурга й відновив роботу аптекарем. В січні 1774 року він почав видавати невеликий журнал для жінок «Gentleman and Lady's Magazine». В тому ж році, він опублікував дві праці з теології, в яких відкрито висловив антипатію до х’юмістського скептицизму  та релігійного фракціонізму в Шотландії. Ці переконання спричинили його конфлікт із гласитами, членами радикальної шотландської протестантської секти, заснованої в 1730 році. В результаті, Тайтлер покинув секту гласитів і залишався християнином без деномінації.
В 1775 році Тайтлер покинув свою першу сім’ю. На той час, дружина народила п’ятьох синів. Вони офіційно розлучились в 1788 році, коли дружина дізналась про його стосунки з сестрою місцевого м’ясника Джона Кернса. В 1782 році Джеймс познайомився з Джин Айткенхед (1739-1834). Пізніше вони одружились й він жив з нею до кінця життя. Джин народила двох доньок-близнючок.

## Редагування «Британської Енциклопедії»

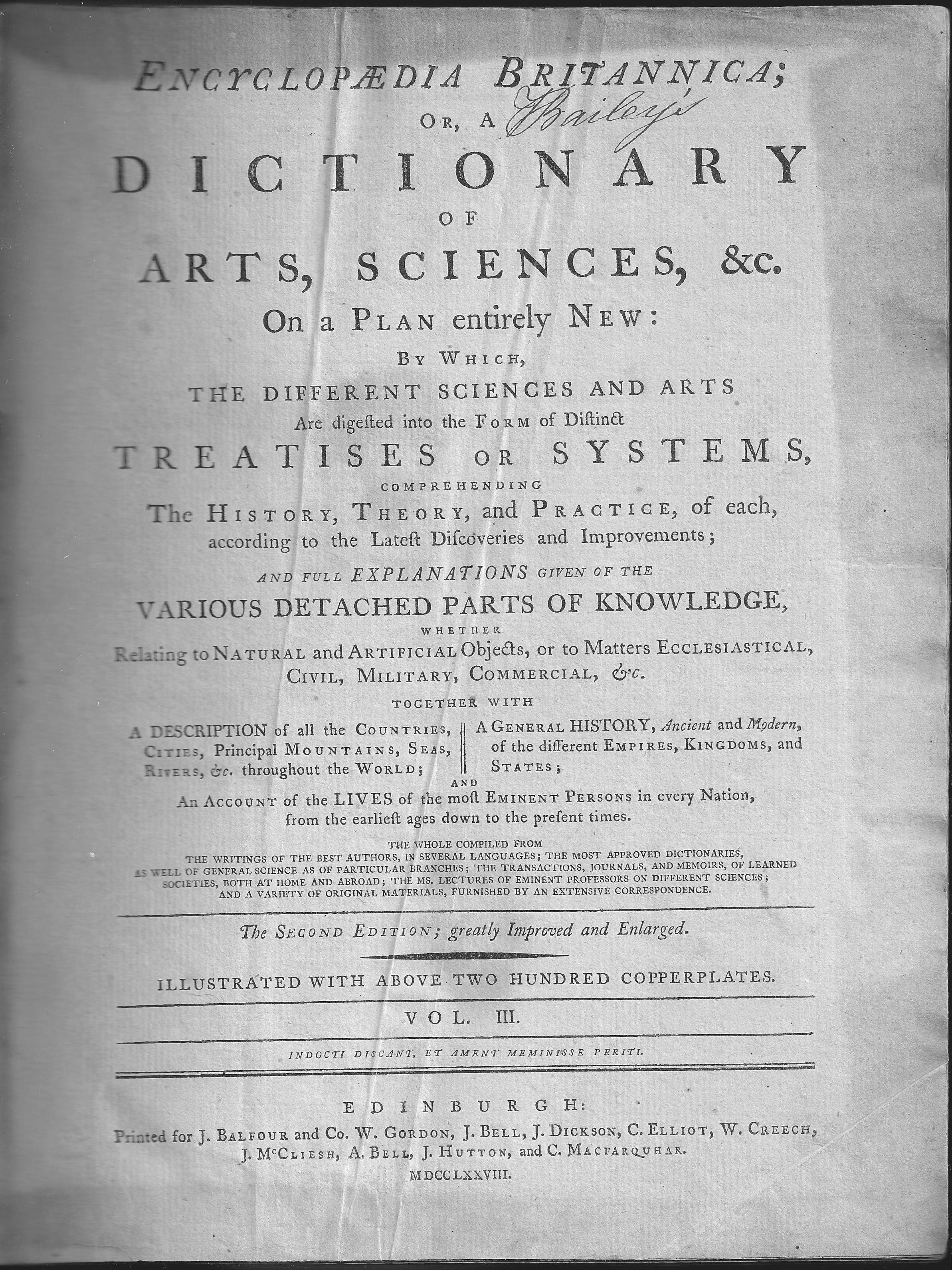
Титульна сторінка другого видання «Британської енциклопедії», редактором якого був Джеймс Тайтлер, 1778 рік

В 1777 році, завдяки своїм зв’язкам в літературних і видавничих колах, Тайтлер став редактором другого видання «Британської Енциклопедії».  Хоч робота редактором й не завжди добре оплачувалась, це були найбільш прибуткові роки для нього і його сім’ї. Тайтлер розширив енциклопедію з трьох до десяти томів, а більшість нових статей написав сам. Він з сім’єю жив в невеликому селі Даддінгстон поблизу Единбурга й знімав кімнату в будинку прачки. Саме тут, на перевернутій ванній господині дому,  Джеймс й написав сотні нових статей для енциклопедії. Друге видання енциклопедії було опубліковане між 1777 і 1784 роками. Відгуки про нього здебільшого були позитивними, але продажі не принесли великих прибутків.
Працюючи над  третім виданням енциклопедії, Тайтлер написав кілька довгих трактатів  і був його першим редактором. Він працював над статтями аж до літери «М» та в березні 1788 року покинув роботу і переїхав з Единбурга. Третє видання «Британської Енциклопедії» допрацював Колін Макфаркар і його було опубліковано в 1792-1793 роках.
Один із біографів Тайтлера, Роберт Бернс, вважає, що наодинці той написав понад три чверті другого видання. Перше видання «Британської Енциклопедії» мало три томи і складалось з 2391 сторінок. Під редакцією Джеймса, «Britannica» стала десятитомною енциклопедією і включала загалом 8595 сторінок. В порівняні з першим виданням, в енциклопедії стало вп'ятеро більше об'ємних статей. А дві найбільші статті у другому виданні енциклопедії були присвячені хірургії та фармацевтиці, що свідчило про великий інтерес і знання Тайтлера в цих галузях. Джеймс Тайтлер продовжував писати статті для енциклопедії навіть після того, як його усунули від участі у підготовці третього видання.
Окрім «Британської Енциклопедії», щоб заробити більше грошей, Джеймс одночасно працював й над іншими виданнями. Зокрема, його талант скорочувати тексти  допоміг в створенні зменшеної версії двадцятитомної праці «Загальна історія» і її було опубліковано під назвою «Загальна історія всіх націй: стародавніх і сучасних». Також, в 1781–1782 роках, Тайтлер видавав самодрукований переклад еклогу Вергілія.

## Польоти на повітряній кулі

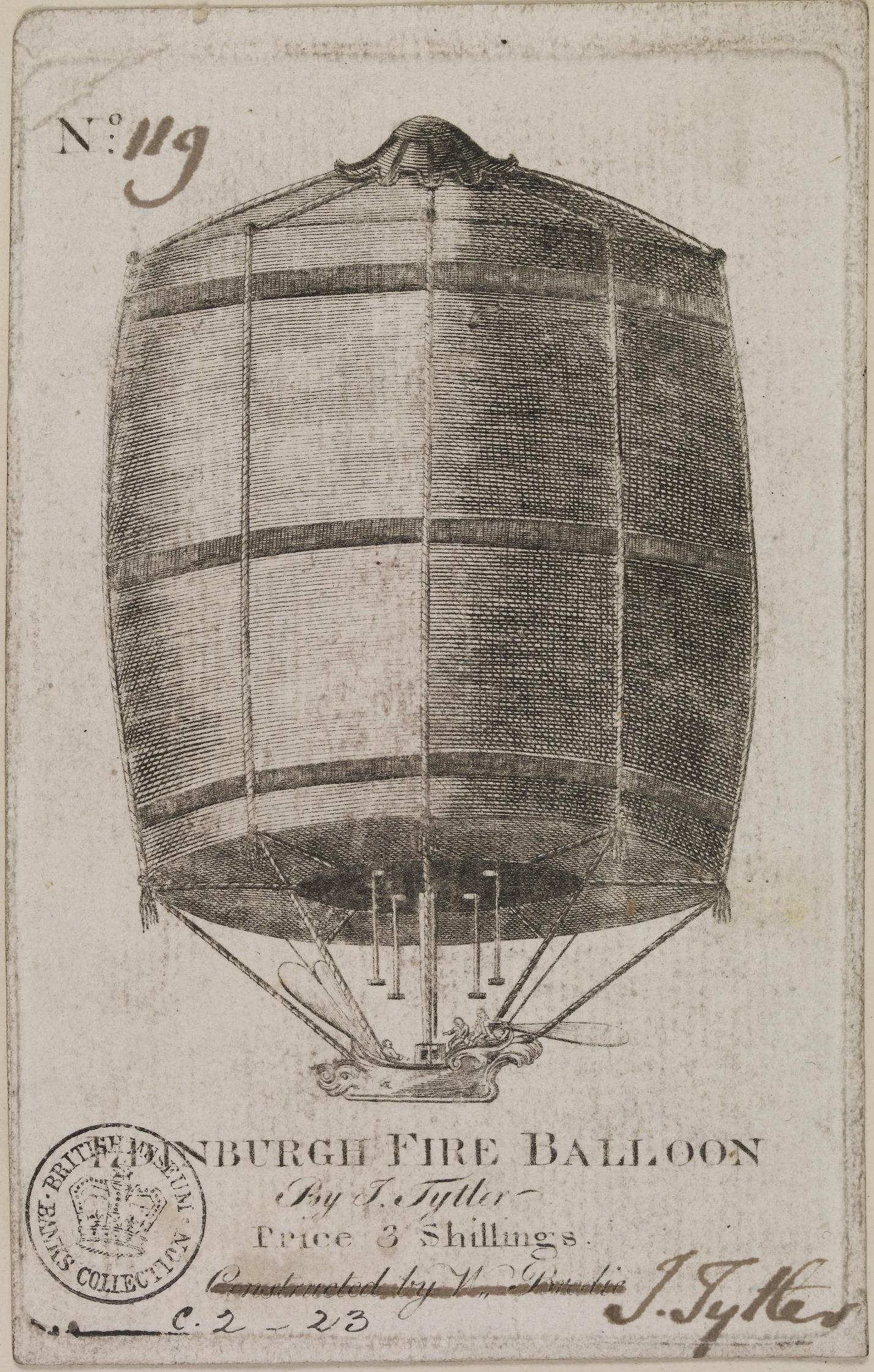
Квиток з зображенням повітряної кулі Джеймса Тайтлера на якій він здійснив перший успішний політ над Британією в 1784 році

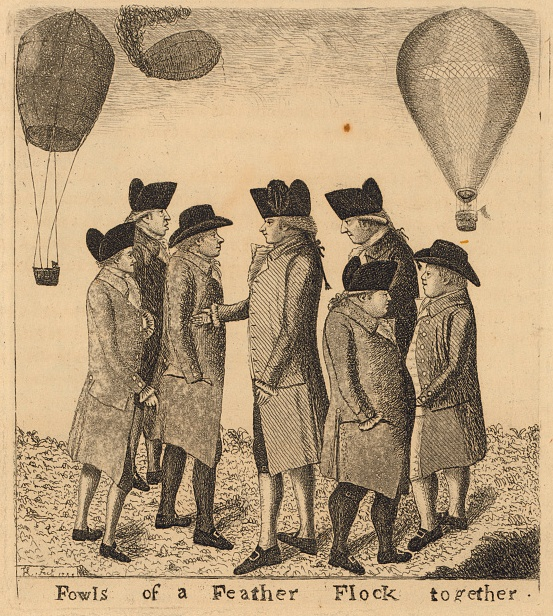
Зустріч італійського аеронавта Вінченцо Лунарді (стоїть в центрі) з шотланським аеронавтом Джеймсом Тайтлером (зліва від Лунарді), 1785 рік (шотландська гравюра, автор: John Kay)

Працюючи над редагуванням «Британської енциклопедії» Тайтлер отримав доступ до великої кількості інформації, зокрема й про найновіші винаходи. В 1783 році він прочитав статтю про політ повітряної кулі братів Монгольф’є і захопився аеронавтикою.
Влітку 1784 року Джеймс оформив оголошення про збір коштів на виготовлення власної повітряної кулі. В липні 1784 року він зміг створити повітряну кулю, яка досягала висоти 40 футів і мала діаметр 30 футів. 
Першу спробу польоту Тайтлер здійснив 7 серпня на площі «Comely Gardens» в Единбурзі. Проте вона була невдалою: зламалась піч, яка нагрівала повітря для оболонки кулі і Джеймс не зумів наповнити її гарячим повітрям. Вже наступного дня, Тайтлер здійснив другу спробу польоту. Цього разу, кулю вдалось надути, проте сильний і холодний штормовий вітер швидко видував гаряче повітря з занадто тонкої оболонки кулі й вона так і не змогла злетіти.
Перша вдала спроба польоту Тайтлера відбулась 26 серпня 1784 року.  Процес підготовки до польоту розпочали вже о 5 годині ранку. Все що відбувалось пізніше Тайтлер описав в віршованій статті, яку згодом видав Вінченцо Лунарді в своїй знаменитій праці «Розповідь про п'ять повітряних подорожей у Шотландії». Тайтлер писав:
|  | Повітряна куля злетіла із землі зі швидкістю стріли. Та вона змогла піднятись лише на декілька футів, коли її зупинила мотузка, що кріпилась до щогли, яка стримувала її під час надування оболонки. Така різка зупинка значно сповільнила кулю, проте звільнившись від щогли вона полетіла з такою швидкістю, що декілька глядачів злякавшись за мене, намагались тягнути кулю за мотузку вниз, поки вона не вирвалась з їх рук. Таким чином, мій політ був дещо сповільнений і я піднявся лише на невелику висоту: одні казали що на 350 футів, а інші, що на 500 футів. У мене було мало часу, щоб насолодитись своєю повітряною подорожжю і перебуваючи в повітрі я розважався дивлячись на глядачів, які гуляли внизу. Моя посадка на землю була набагато важчою, ніж я очікував і хоча цього було недостатньо, щоб травмуватись, цього було досить, щоб попередити мене не робити нові спроби сьогодні… |

Наступного дня в місцевій газеті «Edinburgh Advertiser» зявилась новина про політ Тайтлера, в якій повідомлялось, що він став  «першою людиною у Великій Британії, яка здійснила навігацію в повітрі». Під час свого  польоту на висоту близько 350 футів, Тайтлер пролетів півмилі над Единбургом і таким чином став першою людиною в Британії, яка літала на повітряній кулі.
1 вересня 1784 року Джеймс Тайтлер здійснив новий, повністю контрольований політ в Единбурзі. Куля злетіла невисоко, над дахами міських будинків і деревами довкола них, а політ весь час контролювали помічники Джеймса, які тримали кулю за допомогою мотузки прикріпленої до гондоли.
29 вересня 1784 року Тайтлер знову вирішив здійснити публічний політ і закликав поглянути на нього велику кількість глядачів з міста. На цю спробу, його мабуть надихнула новина про успішний політ Вінченцо Лунарді в Лондоні, яка якраз з’явилась в газетах. Та політ Тайтлера знову невдався. Повітряна куля не змогла нормально злетіти через штормові східні вітри, а самого Джеймса висміяла місцева преса й всі глядачі, які були розчаровані так і не побачивши самого польоту.
11  жовтня 1784 року дещо вдосконаливши свою кулю, Джеймс спробував здійснити приватний самостійний політ в «Comely Gardens». Але куля знову не змогла злетіти з Тайтлером в гондолі. Проте, вона швидко піднялась в повітря, коли він вийшов з неї і досягнувши висоти  300 футів впала на землю, трохи пошкодивши оболонку.
Взимку 1785 року повітряну кулю Тайтлера було вилучено для відшкодування коштів кредиторам, які позичали гроші на її створення. Джеймс Тайтлер був змушений брати участь в судовому процесі, який він програв. Проте згодом, з допомогою друзів, йому вдалось викупити кулю і влітку 1785 року він намагався відремонтувати її й підготувати до нового показового польоту.
26 липня 1785 року Тайтлер здійснив свою останню спробу польоту. Та вона знову була провальною. Штормовий вітер так сильно пошарпав оболонку кулі, що її неможливо було відновити. Джеймсу відмовляли всі, до кого він звертався по кошти на відновлення кулі. З нього насміхались і преса, і місцеві жителі. Згодом, не витримавши тиску й публічних насмішок, Джеймс Тайтлер  і його сім’я знову переїхали в Англію і повернулись в Единбург лише через 3 роки.

## Останні роки життя і смерть

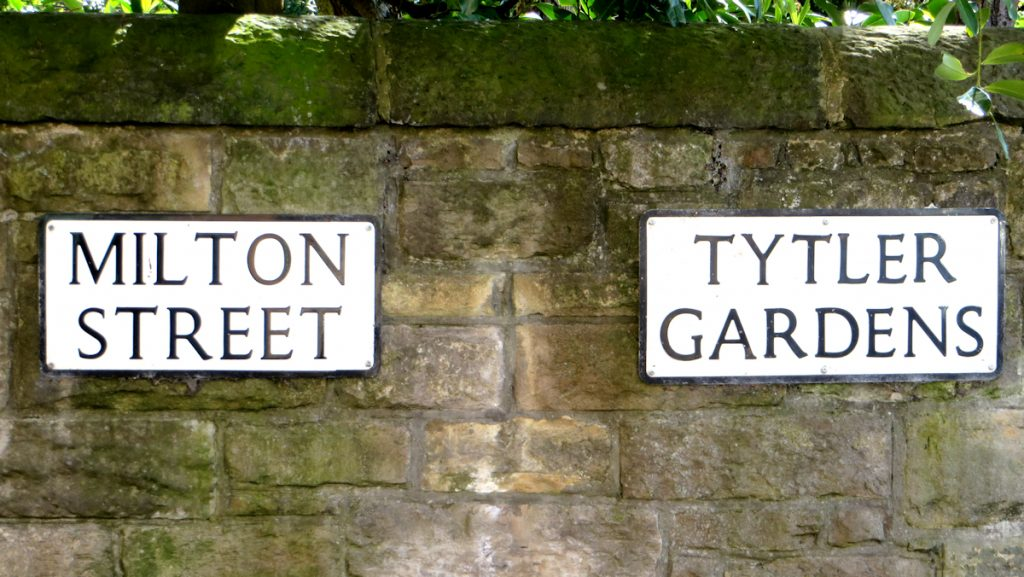
Вулиця «Tytler Gardens» в Единбурзі, названа в честь Джеймса Тайтлера

Після своєї короткої кар'єри аеронавта Тайтлер повернувся до видавничої справи і створив своє останнє періодичне видання «Історичний реєстр», останній номер якого з’явився в 1792 році.
Згодом, він сильно захопився радикалізмом і в 1792 році приєднався до «Товариства друзів народу», радикальної групи шотланців, що виступали проти політики місцевих державних службовців. Одна з його брошур, опублікованих у 1792 році, описувала місцеву «Палату громад» як «підлих хунто-аристократів», що узурпують права короля та народу. В брошурі, він також закликав всіх читачів подати петицію до короля Георга III про заміну існуючих депутатів «Палати громад» і якщо ця вимога буде проігнорована не сплачувати податки в місцеву казну. Тайтлер також робив особисті публічні словесні напади на провідних шотландських політичних діячів, таких як лорд Роберт Дандас.
Як наслідок, 4 грудня 1792 року Тайтлера було заарештовано та звинувачено в наклепі. Він став першою людиною в Единбурзі, яка була затримана в рамках розгону урядом радикальних громад Шотландії. Зіткнувшись з судовими позовами, Тайтлер спершу виїхав до Белфаста, а пізніше на кораблі перевіз сім’ю в Америку і оселився в місті Салем в штаті Массачусетс.
Пливучи на кораблі в Америку в 1795 році Тайтлер написав брошуру «Встає сонце на Заході, або походження та прогрес свободи», в якій засуджував еліту Старого Світу. Розчарований шотландцями та ірландцями, він хвалив американців і французів за боротьбу проти забобонів і тиранії й захоплювався Французькою Революцією 1789 року.
Останні роки Тайтлер провів у Салемі. Він і далі намагався заробляти на життя видавничою справою, проте не надто успішно. Його опублікований в 1799 році «Трактат про чуму та жовту лихоманку»  був погано сприйнятий читачами і Тайтлера критикували за його наукові погляди. Розчарувашись, він все частіше полюбляв ходити в місцеву таверну за випивкою й алкоголем.
9 січня 1804 року повертаючись п’яним з місцевої таверни в Салемі, Джеймс Тайтлер забрів в невеликий ставок біля власного будинку, впав у воду й втопився. Його тіло було виявлено і поховано через два дні в «East Meeting-House» у Салемі.
В 1984 році Роберт Мюррей, один з організаторів святкування 200-річчя з дня народження Джеймса Тайтлера, склав пісню «Tytler’s Up!».
В честь Джеймса Тайтлера одну з вулиць в Единбурзі було названо «Tytler Gardens».